# The Lion King (videojuego)
The Lion King es un videojuego de plataformas con vista lateral lanzado en 1994 para Sega Genesis y Super Nintendo, con posteriores conversiones a numerosos sistemas incluyendo a Windows, Amiga, Game Boy, NES y Master System. El juego es la adaptación oficial de la película homónima de Disney, estrenada con gran éxito en ese mismo año y es por tanto el sucesor espiritual del juego Disney's Aladdin. El juego permite controlar al pequeño león Simba, quien a cabo de varios escenarios se convierte en un poderoso león adulto.

## Información general
El Rey León es una película animada de Disney que se estrenó en junio de 1994 y cosechó gran éxito a nivel mundial. De inmediato se desarrolló un videojuego que adaptaría la historia de la película para ser lanzado en época navideña. La compañía a cargo del desarrollo del juego fue Virgin Interactive, la cual había hecho lo mismo con el juego de la película Disney's Aladdin en 1993. 
Virgin Interactive hizo uso de una técnica exclusiva bautizada como "Digicel", que se usó por primera vez con Aladdin y permitía utilizar los dibujos y animaciones creadas por los propios animadores de Disney como sprites de los videojuegos para que los personajes tengan movimientos fluidos como los de una caricatura, y crear escenarios con todo tipo de formas que lucen como una ilustración manual. Esto destacó a El Rey León de otros juegos contemporáneos que tenían animaciones muy limitadas, y escenarios rectos y de aspecto cuadriculado.
Otro elemento importante en el juego fue la inclusión de los temas de la banda sonora original de la película como música de fondo de los escenarios. Las versiones en 16 bits del juego tienen una excelente calidad en la representación de instrumentos y coros que forman parte del estilo africano de la película original, principalmente en la versión de SNES y Windows. También se han incluido algunos pocos clips de sonido con voces de los personajes extraídas directamente de la película, los cuales se oyen en las escenas intermedias, Simba también fue animado con su propio repertorio de voces.
Cada escenario del videojuego recrea una escena distinta de la película "El Rey León". De modo que se ven los escenarios más recordados del largometraje, como la Roca del Rey, el cementerio de elefantes, la gran estampida y el hogar de Timón y Pumba, entre otros. El juego sin embargo, casi no ofrece ningún tipo de historia al jugador y solo se ven algunas fugaces escenas intermedias. El videojuego asume que el jugador debe haber visto la película porque de otra manera muchas de las escenas se suceden sin mayor explicación de lo que está pasando. El videojuego también ha eliminado a personajes importantes de la película como Zazú, Nala o las tres hienas principales.

## Lanzamiento y versiones
El juego se lanzó prácticamente en simultáneo para las consolas Super Nintendo y Sega Genesis a finales de 1994 a nivel mundial. Ambas versiones en 16-Bits resultan relativamente idénticas con sólo pequeños detalles técnicos como diferencias. El juego, sumamente anticipado, alcanzó un gran éxito de ventas y de crítica. Virgin Interactive de inmediato comenzó a trabajar en las conversiones para todos los sistemas más importantes de la época.
Una de las primeras conversiones fue para Game Boy, adaptada a los gráficos en blanco y negro de la consola portátil.
La versión para PC se lanzó pocos meses después, incluyendo una edición para MS-DOS y también para Windows 3.x. La versión para DOS incluyó voces de fondo para los coros de la música del juego, que solo podían ser apreciados con la tarjeta de sonido SoundBlaster. La edición de Windows se hizo notable por ser uno de los primeros títulos importantes en ser lanzado para este sistema, cuando los títulos de PC se lanzaban comúnmente para DOS. Sin embargo, el motor gráfico WinG que usaba el juego sufrió de problemas de compatibilidad en algunos equipos en donde no fue testeado y provocó que los desarrolladores se mantuvieran desconfiados de Windows como plataforma de desarrollo. Esto llevó a Microsoft a la creación de DirectX, para prevenir futuros problemas de compatibilidad en los videojuegos para Windows.
También en 1994 fue lanzada la versión para Master System, la cual solo se comercializó en algunas regiones de Europa y Brasil, en donde esta consola aún gozaba de gran popularidad.
La versión de Commodore Amiga fue publicada en 1995. Aunque resultó fiel al original, sufrió de la eliminación de varios niveles que causó decepción de quienes conocían la versión para consolas, aunque no impidió que tuviera éxito. Según los programadores, este recorte se hizo porque técnicamente no contaban con el suficiente espacio para incluir a todos los niveles, pese a que revistas de la época revelaban que fue simplemente por apresurar el lanzamiento del juego en la temporada de fin de año. Aún en esta versión resumida, el juego fue publicado en cuatro disquetes.
A principios de 1995 se publicó la versión para la consola portátil Game Gear en todas las regiones. Esta se destacó por sus vibrantes y coloridos gráficos.
A mediados de 1995, después de Wario's Woods solo en Europa, se lanzó una versión para NES en la región PAL siendo la versión de está consola en particular el último juego lanzado para la plataforma en la región, además de ser el último juego con licencia para la plataforma en todo el mundo. Esta redujo el juego a una calidad muy pobre con sprites diminutos y gráficos y música muy por debajo de otros juegos contemporáneos del mismo sistema. Este título además incluye solo los niveles de Simba pequeño, por lo que termina pareciendo un título inacabado. Para añadir más humillación, un par de años después una compañía pirata lanzó su propia versión clandestina, conocida como Super Lion King para NES, que terminó siendo superior al videojuego oficial en cuanto a gráficos, música y cantidad de niveles.
En 2004 hubo una última conversión del juego a teléfono celular. En esta versión se eliminaron muchos escenarios, mientras que los niveles que quedaron se dividieron en etapas nuevas con diseño distinto. Este juego fue menospreciado por la crítica por su pobre calidad técnica y una terrible física del salto de Simba. Aunque esta complicación ha sido compensada con el agregado de vidas infinitas.

## Juego principal

### Argumento
El juego sigue fielmente la historia de la película El Rey León de Disney. El protagonista es el pequeño león Simba, que habita en un vasto territorio del África conocido como Pride Lands. Simba tiene una infancia feliz en la Roca del Rey, hasta el día en que su malvado tío Scar decide apoderarse del reino y para ello ejecuta un plan en el que Simba queda atrapado en una feroz estampida de ñus.
Simba es rescatado de la estampida por su padre el Rey Mufasa, pero este pierde la vida asesinado por Scar, quien además le ordena a sus subordinadas, las hienas, que acaben con el pequeño príncipe. Simba logra burlar a las hienas y huye lejos del reino.
Durante su exilio, Simba es rescatado por Timón y Pumba, quienes le llevan a vivir en un lugar paradisíaco y le enseñan a sobrevivir comiendo únicamente bichos. Simba lleva una vida tranquila y despreocupada y finalmente se vuelve un león adulto. 
Tiempo después, el viejo Rafiki descubre que Simba aún está vivo y se dirige a mostrarle un camino de búsqueda interior, en donde Simba logra conversar con el espíritu de su padre y se da cuenta de que su destino está en la Roca del Rey, por lo que decide regresar a sus tierras, ahora desoladas, para desafiar a Scar y recuperar el trono que le corresponde.

### Personajes principales
- Simba (cachorro) : Es el protagonista del videojuego. Simba es un travieso cachorro de león a quien le gusta jugar y explorar. Es el único hijo de Mufasa, el rey de la sabana y jefe de “La Roca del Rey”. Es controlable desde el primero al sexto nivel. Tiene la habilidad de rugir para asustar a los animalitos y también puede saltar y aplastar con sus garras como ataque.
- Simba (adulto) : Simba alcanza su forma adulta a partir del séptimo nivel. Es un león grande y poderoso que ha ganado el valor para regresar a su hogar y reclamar su reino. Con su estruendoso rugido puede derribar varios animales a la vez y el golpe de sus garras le permite abrirse paso frente al ejército de malvadas hienas. Ahora que Pride Lands fue arrasada por Scar, Simba es la última esperanza de los animales de la selva y sus amigos leones.
- Timón y Pumba : Una pareja inseparable de grandes amigos que viven siguiendo la filosofía del "Hakuna Matata", vivir de forma libre y despreocupada, sin mirar a los problemas del pasado. Timón es un suricato hiperactivo y verborrágico que reparte su tiempo haciendo bromas sobre Pumba, dando opiniones gourmet sobre los "bichos del día" y promocionando ante Simba su estilo de vida. Pumba es un robusto jabalí, un poco torpe y bobalicón, pero compensa sus lentos procesos de pensamiento con empatía y buena intuición. Ambos son controlables en las fases de bonus, en donde juegan a recolectar bichos.
- Rafiki : Este viejo babuino sigue su propio camino, canta sus propias canciones y sabe lo que sabe. Es el primero en aparecer al momento de ungir al recién nacido Simba. Es un deambulador lleno de misticismo, y cuando llega el momento adecuado, regresa para guiar a Simba en el camino que está destinado a seguir.
- Las hienas : Un numeroso grupo de peligrosas hienas que obedecen a Scar y acechan el reino de Simba. Tienen muy poco cerebro y actúan siempre impulsadas por su perpetuo estado de hambre. Poseen una naturaleza maligna y cobarde, por lo que suelen atacar en grandes grupos a los animales más débiles.
- Scar : Es el villano principal del juego y jefe final. Scar era el siguiente en la línea de sucesión al trono, hasta el nacimiento de Simba. Aunque Scar aparenta una falsa preocupación por la seguridad de Simba, este nefasto, astuto y traicionero león, es realmente un peligroso enemigo de Simba. Scar es el líder en secreto de las malvadas hienas, quienes le obedecen con la promesa de que cuando sea rey ya nunca tendrán que pasar hambre. Con la ayuda de estas, finalmente logra asesinar al padre de Simba y se apodera a la fuerza del reino, obligando al príncipe a exiliarse en tierras lejanas, así inicia un período de oscuridad para las tierras de Pride Lands.

### Mecánica
El Rey León es un videojuego de plataformas con scroll lateral compuesto por diez niveles lineales. El jugador controla al pequeño león Simba y tiene que hacer que atraviese el escenario, superando a obstáculos y enemigos, hasta llegar a la salida, en donde de inmediato avanza a la próxima etapa. En tres de los niveles hay que vencer a un jefe al final para poder ganar. El único nivel en donde cambia el esquema de juego es "The Stampede", que presenta un escenario en donde Simba está visto de frente y el jugador tiene que moverse a los lados y saltar para evadir los ñús que vienen desde atrás y rocas que aparecen por delante.
En los primeros seis niveles, el jugador controla a Simba cachorro. Este tiene la capacidad de correr y saltar para superar obstáculos y su principal forma de ataque es caer y aplastar al enemigo. También cuenta con ataques adicionales como el rugido, que paraliza o voltea a ciertos tipos de enemigos; y la voltereta, que permite pasar por debajo de animales pequeños y descubrir algunas áreas secretas. Otro movimiento muy importante es la capacidad de agarrarse de bordes y objetos salientes del escenario para columpiarse y alcanzar plataformas lejanas o también para aferrarse al borde de una plataforma y trepar.
A partir del séptimo nivel, Simba se vuelve un león adulto, los controles siguen siendo los mismos pero sus movimientos de ataque cambian y su cuerpo se vuelve más grande y pesado. Simba adulto pierde las habilidades de "voltereta" y "pisotón" y en cambio puede atacar directamente golpeando hacia delante con sus garras. También es capaz de ejecutar ataques especiales como ponerse de pie y arañar; y el poderoso movimiento de agarre con el que puede derribar a cualquier enemigo con un solo golpe. Otro ataque especial es el de saltar sobre el enemigo, para mantenerlo sujetado y derrotarlo sin que pueda defenderse. Al ser adulto, Simba también adquiere un rugido más poderoso, que puede derrotar a enemigos pequeños y paralizar a los de mayor tamaño. 
Durante el juego, la pantalla muestra dos barras de energía. La izquierda es la barra de rugido, que se carga automáticamente y al estar llena vuelve al rugido más efectivo. La derecha indica la salud, esta disminuye al recibir daño, y al agotarse, el jugador pierde una vida y regresa al último punto de control. La salud puede recuperarse al conseguir ítems que aparecen repartidos por el nivel. El juego permite escoger tres modos de dificultad en donde cambia el número de vidas iniciales y los enemigos presentan mayor resistencia a los golpes. En el modo normal el jugador tiene solo tres vidas, aunque puede sumar hasta nueve al conseguir ítems y jugar bonus. El jugador también puede ir ganando continuaciones, que le permiten reiniciar el nivel cuando se ha quedado sin vidas. Aunque si el jugador pierde todas sus continuaciones, el juego termina y tendrá que volver a empezar de cero. 
El juego concluye al superar al décimo nivel, en donde Simba adulto se enfrenta al jefe final Scar. Al ganar el juego, se muestra la escena final y corren los créditos.

### Niveles
El juego presenta diez niveles que se juegan en orden lineal. En los seis primeros, el protagonista es Simba cachorro; y en los cuatro finales el protagonista es Simba adulto.
- Nivel 1: The Pridelands - Jefe: Hiena
- Nivel 2: Can't Wait to be King
- Nivel 3: The Elephant Graveyard
- Nivel 4: The Stampede
- Nivel 5: Simba's Exile
- Nivel 6: Hakuna Matata - Jefe: Gorila
- Nivel 7: Simba's Destiny
- Nivel 8: Be Prepared
- Nivel 9: Simba's Return
- Nivel 10: Pride rock -jefe final: Scar

### Fases de bonus
El juego incluye dos minijuegos que aparecen como un intermedio entre los niveles. El objetivo en ellos es conseguir la mayor cantidad de bichos, que permiten sumar vidas y continuaciones.
- Bug Toss: Juego de atrapar objetos en el cual el jugador controla a Pumba. Hay que moverse únicamente a los lados para capturar a los bichos que va arrojando Timón desde arriba. El juego termina cuando Pumba deja caer un bicho o come una araña.

- Bug Hunt: Juego de plataformas con desplazamiento lateral protagonizado por Timón. Timón puede correr y saltar entre plataformas para comerse todos los bichos que aparecen en el escenario, pero hay que tener cuidado de no tocar las arañas. El juego tiene un límite de tiempo, aunque terminará antes si se come el ítem maligno.